# Levan Gatchetchiladze
Pour les articles homonymes, voir Gatchetchiladze.
 (20 août 2025).
Le texte peut changer fréquemment, n’est peut-être pas à jour et peut manquer de recul. N’hésitez pas à participer, en veillant à citer vos sources.
Levan Gatchetchiladze (en géorgien : ლევან გაჩეჩილაძე), né le 20 juillet 1964 à Tbilissi (République socialiste soviétique de Géorgie, URSS) et mort le 20 août 2025 dans la même ville, est un homme politique géorgien et un homme d'affaires qui s'est présenté comme le principal candidat d'opposition lors de l'élection présidentielle du 5 janvier 2008.

## Biographie
Levan Gatchetchiladze est membre du parlement géorgien, représentant la circonscription électorale de Tbilissi 2. Il rejoint le Parti de la nouvelle droite en 1999.
Levan Gatchetchiladze sert en tant que président du Comité de réforme économique.
Il est l'un des quatre militants qui débutent une grève de la faim pour exiger des élections législatives anticipées. Il est également blessé pendant les manifestations.
Le 12 novembre 2007, Levan Gatchetchiladze est désigné comme candidat à l'élection présidentielle du 5 janvier 2008. Sa candidature est soutenue par le «Conseil national», une coalition d'une dizaine de partis de l'opposition : le Parti républicain, le Parti conservateur, Voie de la Géorgie, Le Front populaire, le Mouvement pour la liberté, le Mouvement pour la Géorgie, Unis, le Forum national, Kartuli Dasi et Nous-mêmes.
Le 5 janvier 2008, lors de l'élection présidentielle, la commission électorale centrale annonce que Saakachvili a remporté 52,8 % des suffrages exprimés, battant Levan Gatchetchiladze qui ne recueille que 27 %.